# Schlier
Schlier è un comune tedesco di 3 996 abitanti situato nel land del Baden-Württemberg.